# Gaston Calmette

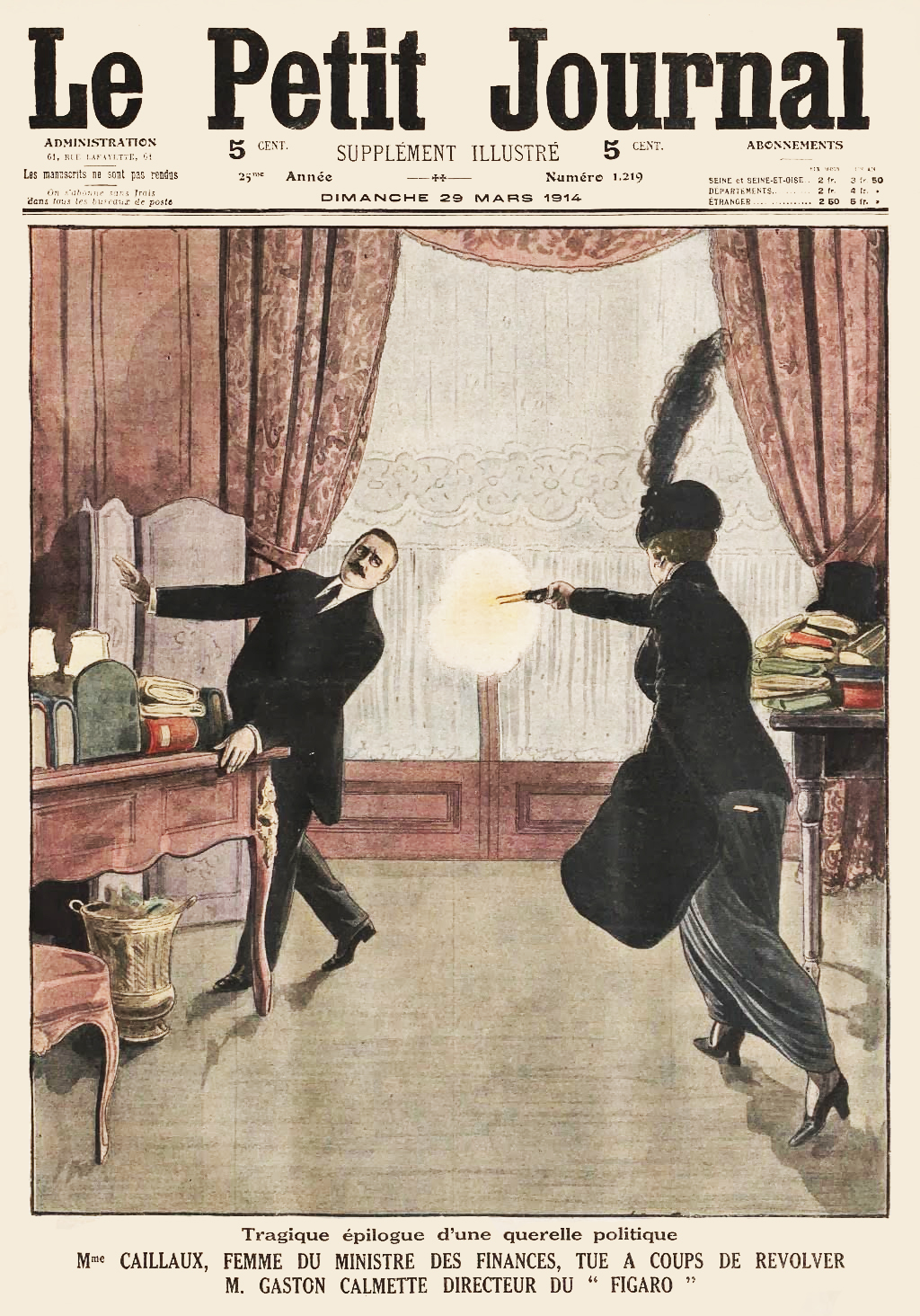
Omslagsbild till Le Petit Journal med en framställning av mordet på Calmette.

Gaston Calmette, född 30 januari 1858 och död 16 mars 1914, var en fransk publicist.
Calmette blev 1884 medarbetare i tidningen Le Figaro, 1894 redaktionssekreterare och 1903 dess huvudredaktör. I januari 1914 initierade Calmette en våldsam politisk förtalskampanj mot den dåvarande franske finansministern Joseph Caillaux. Det hela fick ett våldsamt slut för Calmette, den 16 mars 1914 blev han nedskjuten på tidningens redaktion av Caillaux hustru, Henriette Caillaux.
Efter en uppseendeväckande rättegång i juli samma år frikändes hon.